# Friedrich Ludwig Emil Diels
Friedrich Ludwig Emil Diels (Amburgo, 24 settembre 1874 – Berlino, 30 novembre 1945) è stato un botanico tedesco.

## Biografia
Friedrich Ludwig Emil Diels era figlio del grecista specializzato in filosofia presocratica Hermann Diels. Dal 1900 al 1902 viaggiò con Ernst Pritzel in Sudafrica, a Giava, in Australia e in Nuova Zelanda. Poco prima della prima guerra mondiale si trasferì in Nuova Guinea.
Negli anni '30 lavorò in Ecuador. Le sue collezioni di piante provenienti dall'Australia e dall'Ecuador, con numerosi olotipi, hanno permesso di approfondire la conoscenza della flora oceanica e sudamericana. La sua monografia sulla Droseraceae del 1906 è ancor oggi di grande valore.
La maggior parte delle sue collezioni, conservate nell'Orto botanico di Berlino, di cui fu vicedirettore dal 1913, e direttore dal 1921 al 1945, furono distrutte da un bombardamento nel 1943.

## Pubblicazioni (selezione)
- Com Heinrich Gustav Adolf Engler (1844-1930), Hans Stubbe (1902-1989) e Kurt Noack (1888-1963), Das Pflanzenreich : Regni vegetabilis conspectus (Engelmann, Stuttgart, Harrassowitz, Wiesbaden).
- Verlagskatalog von Gebrüder Bornträger in Berlin (A. W. Hayn's Erben, Berlino, 1902).
- Naturdenkmalpflege und wissenschaftliche Botanik (Borntraeger, Berlim, 1914).
- Vegetationstypen vom untersten Kongo (Fischer, Jena, 1915).
- Ersatzstoffe aus dem Pflanzenreich : Ein Hilfsbuch z. Erkennen u. Verwerten d. heimischen Pflanzen f. Zwecke d. Ernährung u. Industrie in Kriegs- u. Friedenszeiten (Schweizerbart, Stuttgart 1918).
- Pflanzengeographie (Göschen et Leipzig et Berlin, 1918, ripubblicato da r W. de Gruyter & Co., Berlin, 1929, ristampato presso Gruyter, Berlino, 1945, ampliato da Wilhelm Fritz Mattick (1901-1984) nel 1958).
- Die natürlichen Pflanzenfamilien nebst ihren Gattungen und wichtigsten Arten, insbesondere den Nutzpflanzen (Berlim, 1930).
- Com Ernst Georg Pritzel, Südwest-Australien (Fischer, Jena, 1933).
- Com Ernst Georg Pritzel, Wälder in Nordost-Queensland (Fischer, Jena, 1934).
- Die Flora Australiens und Wegeners Verschiebungs-Theorie (de Gruyter, Berlino, 1934).
- Com Heinrich Gustav Adolf Engler (1844-1930) Syllabus der Pflanzenfamilien : Eine Übersicht über d. gesamte Pflanzensystem mit bes. Berücks. d. Medizinal- u. Nutzpflanzen nebst e. Übersicht über d. Florenreiche u. Florengebiete d. Erde zum Gebr. bei Vorlesungen u. Studien über spezielle u. med.-pharmazeut. Botanik (Borntraeger, Berlino, 1936).
- Beiträge zur Kenntnis der Vegetation und Flora von Ecuador (E. Schweizerbart, Stoccarda, 1937).
- Über die Ausstrahlungen des holarktischen Florenreiches an seinem Südrande (1942).

## Eponimia
- Dielsantha E.Wimm., famiglia Campanulaceae
- Dielsia Gilg, famiglia Lamiaceae
- Dielsiocharis O.E.Schulz, famiglia Brassicaceae
- Dielsiochloa Pilg., famiglia Poaceae
- Dielsiothamnus R.E.Fries, famiglia Annonaceae